# Пуэрто-Вильямиль
Пуэрто-Вильямиль (исп. Puerto Villamil) — центр кантона Исабела провинции Галапагос; маленькое портовое село, расположенное на юго-восточной оконечности острова Исабела.
Названо в честь Хосе де Вилямиля, одного из борцов за независимость Эквадора. Из 2200 жителей острова Исабела большинство живут в Пуэрто-Вильямиль. Местная гавань является популярным местом остановки частных яхт на пути к Маркизским островам, как крайнее западное поселение архипелага. Обычно жители села зарабатывают на жизнь сельским хозяйством или рыболовством.